# 断发毛癣菌
断发毛癣菌（学名：Trichophyton tonsurans）为散囊菌目裸囊菌科的一种亲人性皮肤癣菌，是引起头癣最常见的致病真菌之一。该菌常侵犯毛发、皮肤及指甲，可诱发特应性皮炎，并伴随明显瘙痒。